# Sugarloaf Saw Mill (California)
Sugarloaf Saw Mill es un lugar designado por el censo ubicado en el condado de Tulare en el estado estadounidense de California. En el año 2010 tenía una población de 18 habitantes.

## Geografía
Sugarloaf Saw Mill se encuentra ubicado en las coordenadas 35°50′3.48″N 118°36′59.55″O / 35.8343000, -118.6165417.